# 캐시 아웃
《캐시 아웃》(영어: Bolt)은 2024년 가스파릴라 영화제에서 공개한 미국의 액션 영화이다.

## 줄거리
완벽한 작전은 사라졌다. 지금부터 플랜 B가 시작된다! 전설적인 강도단의 보스 ‘메이슨’(존 트라볼타). 실패로 끝난 작전 이후 은퇴하고 잠적했던 그가 옛 팀원들의 다급한 요청으로 은행 강도 현장에 도착한다. 하지만 현장은 곧 치밀한 작전 따윈 사라지고 예상치 못한 FBI 협상가까지 등장하며 엉망이 되어버린다. ‘메이슨’은 이제 FBI에 맞서 팀원들을 지키고 인생 마지막 한탕을 성공시키기 위해 완벽한 플랜 B를 설계하기 시작하는데…

## 성우진

### 주연
- 존 트래볼타 - 메이슨 고다드 역

### 조연
- 크리스틴 데이비스 - 아멜리아 데커 역
- 루카스 하스 - 숀 고다드 역
- 퀘이보 - 앤턴 역
- 빅토리아 브랜다트 - 제니퍼 역
- 노엘 굴옐미 - 헥터 역
- 조엘 코헨 - 베넌 역 (제작)
- 스웬 테멜 - 게오르기오스 카라스 역